# Roberto Richeze
Roberto Antonio Richeze Araquistain (né le 25 octobre 1981) est un coureur cycliste argentin, professionnel de 2007 à 2011. Ses frères Mauro, Maximiliano et Adrián sont également coureurs.

## Palmarès
- 2003
  - 3e de la Targa Crocifisso
- 2006
  - 2e de l'Astico-Brenta
- 2010
  - Challenge du Prince - Trophée princier
- 2012
  - 3e étape du Tour de Mendoza
- 2013
  - 2e du Tour de San Juan
  - 2e du Criterium de Apertura
- 2014
  - 3e étape de la Vuelta a la Bebida
  - Tour de Mendoza :
    - Classement général
    - 2e étape

  - 3e du Tour de San Juan
  - 3e de la Doble Calingasta
- 2015
  - Vuelta a la Bebida :
    - Classement général
    - 1re et 2e (contre-la-montre) étapes

## Classements mondiaux
| Année            | 2009 | 2010 | 2011 | 2012 | 2013 | 2014 |
| ---------------- | ---- | ---- | ---- | ---- | ---- | ---- |
| UCI Africa Tour  |      | 37e  |      |      |      |      |
| UCI America Tour |      |      |      |      |      | 450e |
| UCI Europe Tour  | 836e | 651e |      |      |      |      |